# Ross O’Hennessy

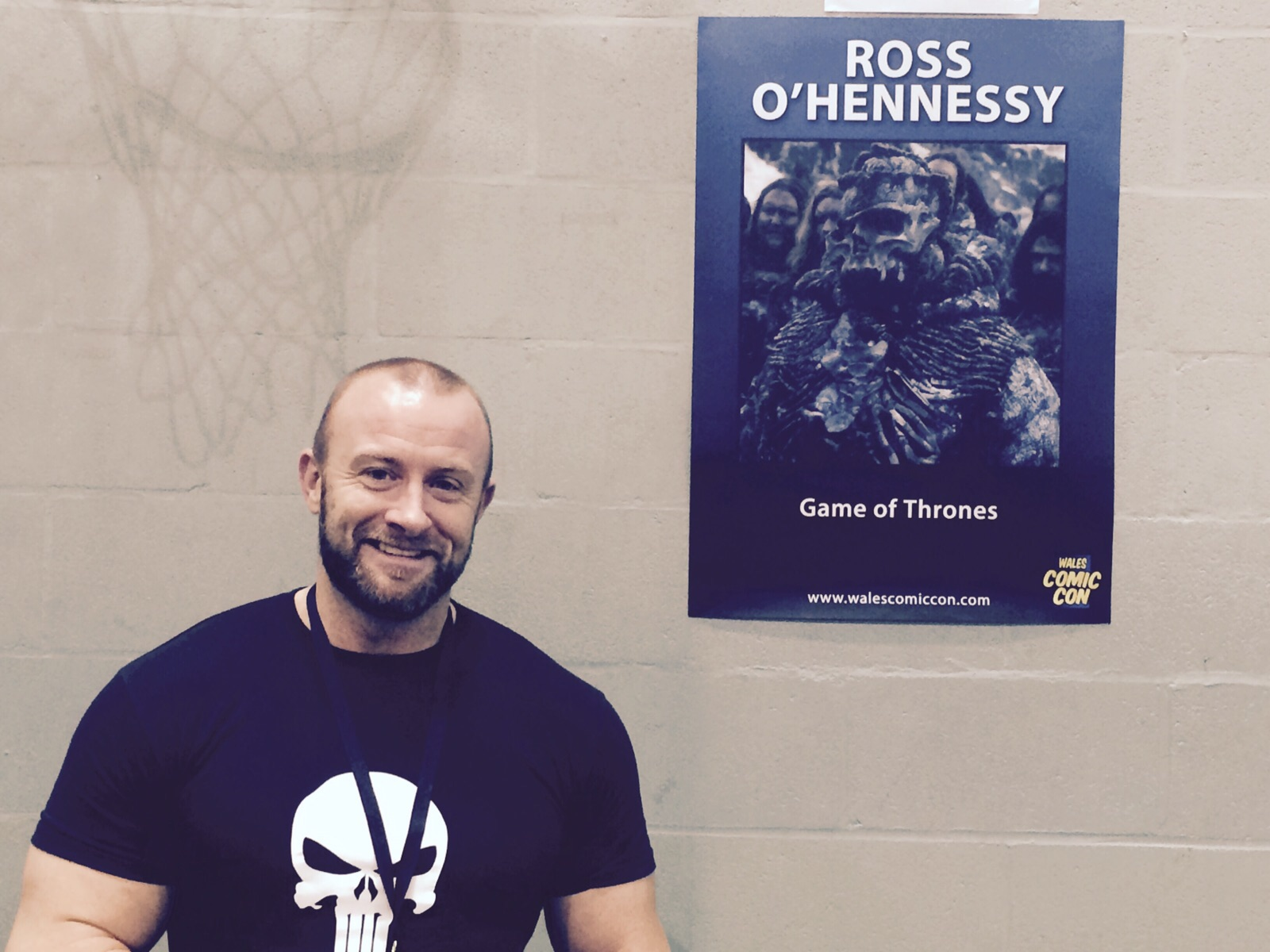
O’Hennessy auf der Wales Comic Con 2015

Ross O’Hennessy (* 1974 in Ponllanfraith, South Wales) ist ein walisischer Schauspieler.

## Leben und Karriere
Ross O’Hennessy ist das Kind einer walisischen Arbeiterfamilie, entschied sich allerdings im Alter von 16 Jahren, Schauspieler zu werden. Aus diesem Grund, zog er mit 18 nach London. O’Hennessy wurde am National Youth Theatre angenommen und vom Schauspieler Hakeem Kae-Kazim betreut. Er trat zunächst in Stücken wie Maggy May, The Tempest und Macbeth in London auf. Durch seine darstellerische Leistung erhielt er ein Stipendium von John Mills, das ihm eine dreijährige Schauspielausbildung an der Mountview Academy of Theatre Arts einbrachte.
Nach dieser Zeit, trat O’Hennessy weiterhin eine Zeit lang am Theater auf, darunter am Chichester Festival Theatre in dem Stück The Visit neben Lauren Bacall. Durch den Erfolg dieser Produktion wurde O’Hennessy gebeten, der Royal Shakespeare Company beizutreten. Es folgten Auftritten in den Stücken Wie es euch gefällt, Three Hours After Marriage und Troilus und Cressida.
Nach dieser Zeit fasste O’Hennessy auch in Film und Fernsehen Fuß. Seinen ersten Fernsehauftritt hatte er als Cop. Dando in der Serie Soldier Soldier von 1995 bis 1997. Nach einer Vielzahl von Gastauftritten in britischen Fernsehserien spielte er 2011 in Hollyoaks Later die Rolle des Brude Maverick. Von 2013 bis 2014 war er in der Serie Da Vinci’s Demons in der Rolle des Commander Quattrone zu sehen. 2015 gehörte er als Herr der Knochen zur Besetzung der fünften Staffel der Fantasy-Serie Game of Thrones. O’Hennessy übernahm die Rolle von Edward Dogliani, der sie bereits in Staffel 2 und 3 spielte. Des Weiteren spielte er 2015 eine wiederkehrende Rolle in The Bastard Executioner.

## Filmografie (Auswahl)
- 1995–1997: Soldier Soldier (Fernsehserie, 2 Episoden)
- 1998: Killer Net (Miniserie)
- 2002: In Deep (Fernsehserie, 2 Episoden)
- 2003: Mile High (Fernsehserie, Episode 1x07)
- 2005: Bad Girls (Fernsehserie, Episode 7x09)
- 2005: The Giblet Boys (Fernsehserie, 2 Episoden)
- 2006: Torchwood (Fernsehserie, Episode 1x02)
- 2006: Heroes and Villains
- 2007: Clapham Junction (Fernsehfilm)
- 2008: Das Leiden Christi (The Passion, Fernsehserie, 2 Episoden)
- 2008: I Know You Know
- 2011: Hollyoaks Later (Fernsehserie, 5 Episoden)
- 2013: Der Abenteurer – Der Fluch des Midas (The Adventurer: The Curse of the Midas Box)
- 2013–2014: Da Vinci’s Demons (Fernsehserie, 8 Episoden)
- 2014: Die Musketiere (The Musketeers, Fernsehserie, Episode 3x05)
- 2014: Jurassic Island – Primeval Empire
- 2015: Game of Thrones (Fernsehserie, Episode 5x08)
- 2015: Narcopolis
- 2015: The Bastard Executioner (Fernsehserie, 9 Episoden)
- 2016: Die Musketiere (The Musketeers, Fernsehserie, Episode 3x05)
- 2017: The Trees That Bled
- 2017: Knighs of the Damned
- 2018: Accident Man
- 2018: The Lost Viking
- 2018: Mission: Impossible – Fallout
- 2020: Absentia (Fernsehserie, 4 Episoden)